# فهرست قهرمانان فوتبال انگلستان
قهرمانان فوتبال انگلستان(به انگلیسی: English football champions)، قهرمانان سالانه بالاترین سطح از نظام لیگ‌های فوتبال انگلستان هستند. پس از تدوین فوتبال حرفه‌ای توسط اتحادیه فوتبال انگلستان در سال ۱۸۸۵، پس از جلساتی که توسط ویلیام مک‌گرگور، مدیر استون ویلا، برپا شد، لیگ فوتبال انگلیس در سال ۱۸۸۸ تأسیس شد.
فصل افتتاحیه لیگ جدید، ۸۹–۱۸۸۸ و اولین باشگاهی که قهرمان شد، پرستون نورث اند بود که فصل را بدون شکست به پایان رساند. در چهار فصل اول لیگ، تنها دوازده تا چهارده باشگاه شرکت داشتند، که همه تیم‌هایش از شمال یا میدلندز بودند، چراکه باشگاه‌داری حرفه‌ای در این مناطق بیشتر از جنوب انگلستان مورد استقبال قرار گرفته بود. لیگ فوتبال در سال ۱۸۹۲ با ائتلاف فوتبال ادغام شد و تعداد تیم‌هایش را افزایش داد. این لیگ با ۲۸ عضو، به دو بخش تقسیم شد. اکثر باشگاه‌های ائتلاف سابق به دسته دوم جدید پیوستند، در حالی که لیگ اصلی به دسته اول تبدیل شد و صعود و سقوط بین این دو دسته بود.
در سال ۱۹۶۱، قوانینی که حداکثر دستمزد بازیکنان را تعیین می‌کرد، لغو شدند و این امر منجر به تغییر قدرت به سمت باشگاه‌های بزرگتر با توان مالی بیشتر شد. از سال ۱۹۹۲، مسائل مالی تاثیر بیشتری بر فوتبال گذاشت و باشگاه‌های حاضر در دسته اول، لیگ برتر را تشکیل دادند و به آن پیوستند. قراردادهای تلویزیونی که به تدریج گسترده‌تر می‌شدند، ثروت بی‌سابقه‌ای را در اختیار باشگاه‌های برتر قرار داد.

## فهرست قهرمانان بر اساس فصل
| double-dagger | قهرمان دوگانه (قهرمانی لیگ و جام حذفی)                                                            |
| †             | تیم قهرمان، همچنین لیگ اروپا/لیگ قهرمانان اروپا را به دست آورد.                                   |
| §             | قهرمان سه‌گانه داخلی (قهرمانی لیگ، جام حذفی و جام اتحادیه)                                         |
| #             | تیم قهرمان، سه‌گانه اروپایی (قهرمانی لیگ، جام حذفی و لیگ اروپا/لیگ قهرمانان اروپا) را به دست آورد. |

- اعداد در پرانتز نشان‌دهنده‌ی تعداد قهرمانی آن باشگاه است:

| دوره                            | فصل                    | قهرمان (تعداد قهرمانی(ها))                     | نائب‌قهرمان                                     | تیم سوم                                        |
| لیگ فوتبال (۱۸۹۲–۱۸۸۸)          | لیگ فوتبال (۱۸۹۲–۱۸۸۸) | لیگ فوتبال (۱۸۹۲–۱۸۸۸)                         | لیگ فوتبال (۱۸۹۲–۱۸۸۸)                         | لیگ فوتبال (۱۸۹۲–۱۸۸۸)                         |
| ------------------------------- | ---------------------- | ---------------------------------------------- | ---------------------------------------------- | ---------------------------------------------- |
| ۱                               | ۸۹–۱۸۸۸                | پرستون نورث اند (۱)                            | استون ویلا (۱)                                 | ولورهمپتون واندررز                             |
| ۲                               | ۹۰–۱۸۸۹                | پرستون نورث اند (۲)                            | اورتون (۱)                                     | بلکبرن روورز                                   |
| ۳                               | ۹۱–۱۸۹۰                | اورتون (۱)                                     | پرستون نورث اند (۱)                            | نوتس کانتی                                     |
| ۴                               | ۹۲–۱۸۹۱                | ساندرلند (۱)                                   | پرستون نورث اند (۲)                            | بولتون واندررز                                 |
| دسته اول لیگ فوتبال (۱۹۹۲–۱۸۹۲) |                        |                                                |                                                |                                                |
| ۵                               | ۹۳–۱۸۹۲                | ساندرلند (۲)                                   | پرستون نورث اند (۳)                            | اورتون                                         |
| ۶                               | ۹۴–۱۸۹۳                | استون ویلا (۱)                                 | ساندرلند (۱)                                   | دربی کانتی                                     |
| ۷                               | ۹۵–۱۸۹۴                | ساندرلند (۳)                                   | اورتون (۲)                                     | استون ویلا                                     |
| ۸                               | ۹۶–۱۸۹۵                | استون ویلا (۲)                                 | دربی کانتی (۱)                                 | اورتون                                         |
| ۹                               | ۹۷–۱۸۹۶                | استون ویلا (۳)                                 | شفیلد یونایتد (۱)                              | دربی کانتی                                     |
| ۱۰                              | ۹۸–۱۸۹۷                | شفیلد یونایتد (۱)                              | ساندرلند (۲)                                   | ولورهمپتون واندررز                             |
| ۱۱                              | ۹۹–۱۸۹۸                | استون ویلا (۴)                                 | لیورپول (۱)                                    | برنلی                                          |
| ۱۲                              | ۱۹۰۰–۱۸۹۹              | استون ویلا (۵)                                 | شفیلد یونایتد (۲)                              | ساندرلند                                       |
| ۱۳                              | ۰۱–۱۹۰۰                | لیورپول (۱)                                    | ساندرلند (۳)                                   | نوتس کانتی                                     |
| ۱۴                              | ۰۲–۱۹۰۱                | ساندرلند (۴)                                   | اورتون (۳)                                     | نیوکاسل یونایتد                                |
| ۱۵                              | ۰۳–۱۹۰۲                | ونزدی (۱)                                      | استون ویلا (۲)                                 | ساندرلند                                       |
| ۱۶                              | ۰۴–۱۹۰۳                | ونزدی (۲)                                      | منچستر سیتی (۱)                                | اورتون                                         |
| ۱۷                              | ۰۵–۱۹۰۴                | نیوکاسل یونایتد (۱)                            | اورتون (۴)                                     | منچستر سیتی                                    |
| ۱۸                              | ۰۶–۱۹۰۵                | لیورپول (۲)                                    | پرستون نورث اند (۴)                            | ونزدی                                          |
| ۱۹                              | ۰۷–۱۹۰۶                | نیوکاسل یونایتد (۲)                            | بریستول سیتی (۱)                               | اورتون                                         |
| ۲۰                              | ۰۸–۱۹۰۷                | منچستر یونایتد (۱)                             | استون ویلا (۳)                                 | منچستر سیتی                                    |
| ۲۱                              | ۰۹–۱۹۰۸                | نیوکاسل یونایتد (۳)                            | اورتون (۵)                                     | ساندرلند                                       |
| ۲۲                              | ۱۰–۱۹۰۹                | استون ویلا (۶)                                 | لیورپول (۲)                                    | بلکبرن روورز                                   |
| ۲۳                              | ۱۱–۱۹۱۰                | منچستر یونایتد (۲)                             | استون ویلا (۴)                                 | ساندرلند                                       |
| ۲۴                              | ۱۲–۱۹۱۱                | بلکبرن روورز (۱)                               | اورتون (۶)                                     | نیوکاسل یونایتد                                |
| ۲۵                              | ۱۳–۱۹۱۲                | ساندرلند (۵)                                   | استون ویلا (۵)                                 | ونزدی                                          |
| ۲۶                              | ۱۴–۱۹۱۳                | بلکبرن روورز (۲)                               | استون ویلا (۶)                                 | میدلزبرو                                       |
| ۲۷                              | ۱۵–۱۹۱۴                | اورتون (۲)                                     | اولدهام اتلتیک (۱)                             | بلکبرن روورز                                   |
| –                               | ۱۶–۱۹۱۵ تا ۱۹–۱۹۱۸     | لیگ به دلیل جنگ جهانی اول به حالت تعلیق درآمد. | لیگ به دلیل جنگ جهانی اول به حالت تعلیق درآمد. | لیگ به دلیل جنگ جهانی اول به حالت تعلیق درآمد. |
| ۲۸                              | ۲۰–۱۹۱۹                | وست برومویچ آلبیون (۱)                         | برنلی (۱)                                      | چلسی                                           |
| ۲۹                              | ۲۱–۱۹۲۰                | برنلی (۱)                                      | منچستر سیتی (۲)                                | بولتون واندررز                                 |
| ۳۰                              | ۲۲–۱۹۲۱                | لیورپول (۳)                                    | تاتنهام هاتسپر (۱)                             | برنلی                                          |
| ۳۱                              | ۲۳–۱۹۲۲                | لیورپول (۴)                                    | ساندرلند (۴)                                   | هادرزفیلد تاون                                 |
| ۳۲                              | ۲۴–۱۹۲۳                | هادرزفیلد تاون (۱)                             | کاردیف سیتی (۱)                                | ساندرلند                                       |
| ۳۳                              | ۲۵–۱۹۲۴                | هادرزفیلد تاون (۲)                             | وست برومویچ آلبیون (۱)                         | بولتون واندررز                                 |
| ۳۴                              | ۲۶–۱۹۲۵                | هادرزفیلد تاون (۳)                             | آرسنال (۱)                                     | ساندرلند                                       |
| ۳۵                              | ۲۷–۱۹۲۶                | نیوکاسل یونایتد (۴)                            | هادرزفیلد تاون (۱)                             | ساندرلند                                       |
| ۳۶                              | ۲۸–۱۹۲۷                | اورتون (۳)                                     | هادرزفیلد تاون (۲)                             | لستر سیتی                                      |
| ۳۷                              | ۲۹–۱۹۲۸                | ونزدی (۳)                                      | لستر سیتی (۱)                                  | استون ویلا                                     |
| ۳۸                              | ۳۰–۱۹۲۹                | شفیلد ونزدی (۴)                                | دربی کانتی (۲)                                 | منچستر سیتی                                    |
| ۳۹                              | ۳۱–۱۹۳۰                | آرسنال (۱)                                     | استون ویلا (۷)                                 | شفیلد ونزدی                                    |
| ۴۰                              | ۳۲–۱۹۳۱                | اورتون (۴)                                     | آرسنال (۲)                                     | شفیلد ونزدی                                    |
| ۴۱                              | ۳۳–۱۹۳۲                | آرسنال (۲)                                     | استون ویلا (۸)                                 | شفیلد ونزدی                                    |
| ۴۲                              | ۳۴–۱۹۳۳                | آرسنال (۳)                                     | هادرزفیلد تاون (۳)                             | تاتنهام هاتسپر                                 |
| ۴۳                              | ۳۵–۱۹۳۴                | آرسنال (۴)                                     | ساندرلند (۵)                                   | شفیلد ونزدی                                    |
| ۴۴                              | ۳۶–۱۹۳۵                | ساندرلند (۶)                                   | دربی کانتی (۳)                                 | هادرزفیلد تاون                                 |
| ۴۵                              | ۳۷–۱۹۳۶                | منچستر سیتی (۱)                                | چارلتون اتلتیک (۱)                             | آرسنال                                         |
| ۴۶                              | ۳۸–۱۹۳۷                | آرسنال (۵)                                     | ولورهمپتون واندررز (۱)                         | پرستون نورث اند                                |
| ۴۷                              | ۳۹–۱۹۳۸                | اورتون (۵)                                     | ولورهمپتون واندررز (۲)                         | چارلتون اتلتیک                                 |
| –                               | ۴۰–۱۹۳۹ تا ۴۶–۱۹۴۵     | لیگ به دلیل جنگ جهانی دوم به حالت تعلیق درآمد  | لیگ به دلیل جنگ جهانی دوم به حالت تعلیق درآمد  | لیگ به دلیل جنگ جهانی دوم به حالت تعلیق درآمد  |
| ۴۸                              | ۴۷–۱۹۴۶                | لیورپول (۵)                                    | منچستر یونایتد (۱)                             | ولورهمپتون واندررز                             |
| ۴۹                              | ۴۸–۱۹۴۷                | آرسنال (۶)                                     | منچستر یونایتد (۲)                             | برنلی                                          |
| ۵۰                              | ۴۹–۱۹۴۸                | پورتسموث (۱)                                   | منچستر یونایتد (۳)                             | دربی کانتی                                     |
| ۵۱                              | ۵۰–۱۹۴۹                | پورتسموث (۲)                                   | ولورهمپتون واندررز (۳)                         | ساندرلند                                       |
| ۵۲                              | ۵۱–۱۹۵۰                | تاتنهام هاتسپر (۱)                             | منچستر یونایتد (۴)                             | بلکپول                                         |
| ۵۳                              | ۵۲–۱۹۵۱                | منچستر یونایتد (۳)                             | تاتنهام هاتسپر (۲)                             | آرسنال                                         |
| ۵۴                              | ۵۳–۱۹۵۲                | آرسنال (۷)                                     | پرستون نورث اند (۵)                            | ولورهمپتون واندررز                             |
| ۵۵                              | ۵۴–۱۹۵۳                | ولورهمپتون واندررز (۱)                         | وست برومویچ آلبیون (۲)                         | هادرزفیلد تاون                                 |
| ۵۶                              | ۵۵–۱۹۵۴                | چلسی (۱)                                       | ولورهمپتون واندررز (۴)                         | پورتسموث                                       |
| ۵۷                              | ۵۶–۱۹۵۵                | منچستر یونایتد (۴)                             | بلکپول (۱)                                     | ولورهمپتون واندررز                             |
| ۵۸                              | ۵۷–۱۹۵۶                | منچستر یونایتد (۵)                             | تاتنهام هاتسپر (۳)                             | پرستون نورث اند                                |
| ۵۹                              | ۵۸–۱۹۵۷                | ولورهمپتون واندررز (۲)                         | پرستون نورث اند (۶)                            | تاتنهام هاتسپر                                 |
| ۶۰                              | ۵۹–۱۹۵۸                | ولورهمپتون واندررز (۳)                         | منچستر یونایتد (۵)                             | آرسنال                                         |
| ۶۱                              | ۶۰–۱۹۵۹                | برنلی (۲)                                      | ولورهمپتون واندررز (۵)                         | تاتنهام هاتسپر                                 |
| ۶۲                              | ۶۱–۱۹۶۰                | تاتنهام هاتسپر (۲)                             | شفیلد ونزدی (۱)                                | ولورهمپتون واندررز                             |
| ۶۳                              | ۶۲–۱۹۶۱                | ایپسویچ تاون (۱)                               | برنلی (۲)                                      | تاتنهام هاتسپر                                 |
| ۶۴                              | ۶۳–۱۹۶۲                | اورتون (۶)                                     | تاتنهام هاتسپر (۴)                             | برنلی                                          |
| ۶۵                              | ۶۴–۱۹۶۳                | لیورپول (۶)                                    | منچستر یونایتد (۶)                             | اورتون                                         |
| ۶۶                              | ۶۵–۱۹۶۴                | منچستر یونایتد (۶)                             | لیدز یونایتد (۱)                               | چلسی                                           |
| ۶۷                              | ۶۶–۱۹۶۵                | لیورپول (۷)                                    | لیدز یونایتد (۲)                               | برنلی                                          |
| ۶۸                              | ۶۷–۱۹۶۶                | منچستر یونایتد (۷)                             | تاتنهام هاتسپر (۱)                             | تاتنهام هاتسپر                                 |
| ۶۹                              | ۶۸–۱۹۶۷                | منچستر سیتی (۲)                                | منچستر یونایتد (۷)                             | لیورپول                                        |
| ۷۰                              | ۶۹–۱۹۶۸                | لیدز یونایتد (۱)                               | لیورپول (۳)                                    | اورتون                                         |
| ۷۱                              | ۷۰–۱۹۶۹                | اورتون (۷)                                     | لیدز یونایتد (۳)                               | چلسی                                           |
| ۷۲                              | ۷۱–۱۹۷۰                | آرسنال (۸)                                     | لیدز یونایتد (۴)                               | تاتنهام هاتسپر                                 |
| ۷۳                              | ۷۲–۱۹۷۱                | دربی کانتی (۱)                                 | لیدز یونایتد (۵)                               | لیورپول                                        |
| ۷۴                              | ۷۳–۱۹۷۲                | لیورپول (۸)                                    | آرسنال (۳)                                     | لیدز یونایتد                                   |
| ۷۵                              | ۷۴–۱۹۷۳                | لیدز یونایتد (۲)                               | لیورپول (۴)                                    | دربی کانتی                                     |
| ۷۶                              | ۷۵–۱۹۷۴                | دربی کانتی (۲)                                 | لیورپول (۵)                                    | ایپسویچ تاون                                   |
| ۷۷                              | ۷۶–۱۹۷۵                | لیورپول (۹)                                    | کویینز پارک رنجرز (۱)                          | منچستر یونایتد                                 |
| ۷۸                              | ۷۷–۱۹۷۶                | لیورپول (۱۰)                                   | منچستر سیتی (۳)                                | ایپسویچ تاون                                   |
| ۷۹                              | ۷۸–۱۹۷۷                | ناتینگهام فارست (۱)                            | لیورپول (۶)                                    | اورتون                                         |
| ۸۰                              | ۷۹–۱۹۷۸                | لیورپول (۱۱)                                   | ناتینگهام فارست (۲)                            | وست برومویچ آلبیون                             |
| ۸۱                              | ۸۰–۱۹۷۹                | لیورپول (۱۲)                                   | منچستر یونایتد (۸)                             | ایپسویچ تاون                                   |
| ۸۲                              | ۸۱–۱۹۸۰                | استون ویلا (۷)                                 | ایپسویچ تاون (۱)                               | آرسنال                                         |
| ۸۳                              | ۸۲–۱۹۸۱                | لیورپول (۱۳)                                   | ایپسویچ تاون (۲)                               | منچستر یونایتد                                 |
| ۸۴                              | ۸۳–۱۹۸۲                | لیورپول (۱۴)                                   | واتفورد (۱)                                    | منچستر یونایتد                                 |
| ۸۵                              | ۸۴–۱۹۸۳                | لیورپول (۱۵)                                   | ساوت‌همپتون (۱)                                 | ناتینگهام فارست                                |
| ۸۶                              | ۸۵–۱۹۸۴                | اورتون (۸)                                     | لیورپول (۷)                                    | تاتنهام هاتسپر                                 |
| ۸۷                              | ۸۶–۱۹۸۵                | لیورپول (۱۶)                                   | اورتون (۷)                                     | وستهام یونایتد                                 |
| ۸۸                              | ۸۷–۱۹۸۶                | اورتون (۹)                                     | لیورپول (۸)                                    | تاتنهام هاتسپر                                 |
| ۸۹                              | ۸۸–۱۹۸۷                | لیورپول (۱۷)                                   | منچستر یونایتد (۹)                             | ناتینگهام فارست                                |
| ۹۰                              | ۸۹–۱۹۸۸                | آرسنال (۹)                                     | لیورپول (۹)                                    | ناتینگهام فارست                                |
| ۹۱                              | ۹۰–۱۹۸۹                | لیورپول (۱۸)                                   | استون ویلا (۹)                                 | تاتنهام هاتسپر                                 |
| ۹۲                              | ۹۱–۱۹۹۰                | آرسنال (۱۰)                                    | لیورپول (۱۰)                                   | کریستال پالاس                                  |
| ۹۳                              | ۹۲–۱۹۹۱                | لیدز یونایتد (۳)                               | منچستر یونایتد (۱۰)                            | شفیلد ونزدی                                    |
| لیگ برتر (حال–۱۹۹۲)             |                        |                                                |                                                |                                                |
| ۹۴                              | ۹۳–۱۹۹۲                | منچستر یونایتد (۸)                             | استون ویلا (۱۰)                                | نوریچ سیتی                                     |
| ۹۵                              | ۹۴–۱۹۹۳                | منچستر یونایتد (۹)                             | بلکبرن روورز (۱)                               | نیوکاسل یونایتد                                |
| ۹۶                              | ۹۵–۱۹۹۴                | بلکبرن روورز (۳)                               | منچستر یونایتد (۱۱)                            | ناتینگهام فارست                                |
| ۹۷                              | ۹۶–۱۹۹۵                | منچستر یونایتد (۱۰)                            | نیوکاسل یونایتد (۱)                            | لیورپول                                        |
| ۹۸                              | ۹۷–۱۹۹۶                | منچستر یونایتد (۱۱)                            | نیوکاسل یونایتد (۲)                            | آرسنال                                         |
| ۹۹                              | ۹۸–۱۹۹۷                | آرسنال (۱۱)                                    | منچستر یونایتد (۱۲)                            | لیورپول                                        |
| ۱۰۰                             | ۹۹–۱۹۹۸                | منچستر یونایتد (۱۲)                            | آرسنال (۴)                                     | چلسی                                           |
| ۱۰۱                             | ۲۰۰۰–۱۹۹۹              | منچستر یونایتد (۱۳)                            | آرسنال (۵)                                     | لیدز یونایتد                                   |
| ۱۰۲                             | ۰۱–۲۰۰۰                | منچستر یونایتد (۱۴)                            | آرسنال (۶)                                     | لیورپول                                        |
| ۱۰۳                             | ۰۲–۲۰۰۱                | آرسنال (۱۲)                                    | لیورپول (۱۱)                                   | منچستر یونایتد                                 |
| ۱۰۴                             | ۰۳–۲۰۰۲                | منچستر یونایتد (۱۵)                            | آرسنال (۷)                                     | نیوکاسل یونایتد                                |
| ۱۰۵                             | ۰۴–۲۰۰۳                | آرسنال (۱۳)                                    | چلسی (۱)                                       | منچستر یونایتد                                 |
| ۱۰۶                             | ۰۵–۲۰۰۴                | چلسی (۲)                                       | آرسنال (۸)                                     | منچستر یونایتد                                 |
| ۱۰۷                             | ۰۶–۲۰۰۵                | چلسی (۳)                                       | منچستر یونایتد (۱۳)                            | لیورپول                                        |
| ۱۰۸                             | ۰۷–۲۰۰۶                | منچستر یونایتد (۱۶)                            | چلسی (۲)                                       | لیورپول                                        |
| ۱۰۹                             | ۰۸–۲۰۰۷                | منچستر یونایتد (۱۷)                            | چلسی (۳)                                       | آرسنال                                         |
| ۱۱۰                             | ۰۹–۲۰۰۸                | منچستر یونایتد (۱۸)                            | لیورپول (۱۲)                                   | چلسی                                           |
| ۱۱۱                             | ۱۰–۲۰۰۹                | چلسی (۴)                                       | منچستر یونایتد (۱۴)                            | آرسنال                                         |
| ۱۱۲                             | ۱۱–۲۰۱۰                | منچستر یونایتد (۱۹)                            | چلسی (۴)                                       | منچستر سیتی                                    |
| ۱۱۳                             | ۱۲–۲۰۱۱                | منچستر سیتی (۳)                                | منچستر یونایتد (۱۵)                            | آرسنال                                         |
| ۱۱۴                             | ۱۳–۲۰۱۲                | منچستر یونایتد (۲۰)                            | منچستر سیتی (۴)                                | چلسی                                           |
| ۱۱۵                             | ۱۴–۲۰۱۳                | منچستر سیتی (۴)                                | لیورپول (۱۳)                                   | چلسی                                           |
| ۱۱۶                             | ۱۵–۲۰۱۴                | چلسی (۵)                                       | منچستر سیتی (۵)                                | آرسنال                                         |
| ۱۱۷                             | ۱۶–۲۰۱۵                | لستر سیتی (۱)                                  | آرسنال (۹)                                     | تاتنهام هاتسپر                                 |
| ۱۱۸                             | ۱۷–۲۰۱۶                | چلسی (۶)                                       | تاتنهام هاتسپر (۵)                             | منچستر سیتی                                    |
| ۱۱۹                             | ۱۸–۲۰۱۷                | منچستر سیتی (۵)                                | منچستر یونایتد (۱۶)                            | تاتنهام هاتسپر                                 |
| ۱۲۰                             | ۱۹–۲۰۱۸                | منچستر سیتی (۶)                                | لیورپول (۱۴)                                   | چلسی                                           |
| ۱۲۱                             | ۲۰۱۹–۲۰                | لیورپول (۱۹)                                   | منچستر سیتی (۶)                                | منچستر یونایتد                                 |
| ۱۲۲                             | ۲۱–۲۰۲۰                | منچستر سیتی (۷)                                | منچستر یونایتد (۱۷)                            | لیورپول                                        |
| ۱۲۳                             | ۲۲–۲۰۲۱                | منچستر سیتی (۸)                                | لیورپول (۱۵)                                   | چلسی                                           |
| ۱۲۴                             | ۲۳–۲۰۲۲                | منچستر سیتی (۹)                                | آرسنال (۱۰)                                    | منچستر یونایتد                                 |
| ۱۲۵                             | ۲۴–۲۰۲۳                | منچستر سیتی (۱۰)                               | آرسنال (۱۱)                                    | لیورپول                                        |
| ۱۲۶                             | ۲۵–۲۰۲۴                | لیورپول (۲۰)                                   | آرسنال (۱۲)                                    |                                                |

## فهرست باشگاه‌های قهرمان بر اساس قهرمانی کسب‌شده
باشگاه‌هایی که در تعداد قهرمانی با هم مساوی هستند، بر اساس تاریخ آخرین قهرمانی‌شان، مرتب شده‌اند.
| رتبه | باشگاه             | قهرمانی‌ها | فصل‌های قهرمانی |
| ---- | ------------------ | --------- | --- |
| ۱    | لیورپول            | ۲۰        | 1900–01, 1905–06, 1921–22, 1922–23, 1946–47, 1963–64, 1965–66, 1972–73, 1975–76, 1976–77, 1978–79, 1979–80, 1981–82, 1982–83, 1983–84, 1985–86, 1987–88, ۱۹۸۹–۹۰, ۲۰–۲۰۱۹, ۲۵–۲۰۲۴   |
| ۱    | منچستر یونایتد     | ۲۰        | 1907–08, 1910–11, 1951–52, 1955–56, 1956–57, 1964–65, ۱۹۶۶–۶۷, ۱۹۹۲–۹۳, ۱۹۹۳–۹۴, ۹۶–۱۹۹۵, ۹۷–۱۹۹۶, ۹۹–۱۹۹۸, ۲۰۰۰–۱۹۹۹, ۰۱–۲۰۰۰, ۰۳–۲۰۰۲, ۰۷–۲۰۰۶, ۰۸–۲۰۰۷, ۰۹–۲۰۰۸, ۱۱–۲۰۱۰, ۱۳–۲۰۱۲ |
| ۳    | آرسنال             | ۱۳        | 1930–31, 1932–33, 1933–34, 1934–35, 1937–38, 1947–48, 1952–53, 1970–71, 1988–89, ۱۹۹۰–۹۱, ۹۸–۱۹۹۷, ۰۲–۲۰۰۱, ۰۴–۲۰۰۳                                                                  |
| ۴    | منچستر سیتی        | ۱۰        | 1936–37, ۱۹۶۷–۶۸, ۱۲–۲۰۱۱, ۱۴–۲۰۱۳, ۱۸–۲۰۱۷, ۱۹–۲۰۱۸, ۲۱–۲۰۲۰, ۲۲–۲۰۲۱, ۲۳–۲۰۲۲, ۲۴–۲۰۲۳                                                                                             |
| ۵    | اورتون             | ۹         | ۹۱–۱۸۹۰, 1914–15, 1927–28, 1931–32, 1938–39, 1962–63, 1969–70, 1984–85, ۱۹۸۶–۸۷ |
| ۶    | استون ویلا         | ۷         | ۹۴–۱۸۹۳, 1895–96, 1896–97, 1898–99, 1899–00, 1909–10, ۱۹۸۰–۸۱ |
| ۷    | چلسی               | ۶         | ۱۹۵۴–۵۵, ۲۰۰۴–۰۵, ۲۰۰۵–۰۶, ۲۰۰۹–۱۰, ۲۰۱۴–۱۵, ۲۰۱۶–۱۷ |
| ۷    | ساندرلند           | ۶         | ۱۸۹۱–۹۲, ۱۸۹۲–۹۳, 1894–95, 1901–02, 1912–13, ۱۹۳۵–۳۶ |
| ۹    | شفیلد ونزدی        | ۴         | 1902–03, 1903–04, 1928–29, ۱۹۲۹–۳۰ |
| ۹    | نیوکاسل یونایتد    | ۴         | 1904–05, 1906–07, 1908–09, ۱۹۲۶–۲۷ |
| ۱۱   | بلکبرن روورز       | ۳         | 1911–12, ۱۹۱۳–۱۴, ۱۹۹۴–۹۵ |
| ۱۱   | لیدز یونایتد       | ۳         | 1968–69, 1973–74, ۱۹۹۱–۹۲ |
| ۱۱   | ولورهمپتون واندررز | ۳         | 1953–54, 1957–58, ۱۹۵۸–۵۹ |
| ۱۱   | هادرزفیلد تاون     | ۳         | 1923–24, 1924–25, ۱۹۲۵–۲۶ |
| ۱۵   | دربی کانتی         | ۲         | 1971–72, ۱۹۷۴–۷۵ |
| ۱۵   | تاتنهام هاتسپر     | ۲         | 1950–51, ۱۹۶۰–۶۱ |
| ۱۵   | پورتسموث           | ۲         | 1948–49, ۱۹۴۹–۵۰ |
| ۱۵   | برنلی              | ۲         | 1920–21, ۱۹۵۹–۶۰ |
| ۱۵   | پرستون نورث اند    | ۲         | ۱۸۸۸–۸۹, ۱۸۸۹–۹۰ |
| ۲۰   | لستر سیتی          | ۱         | ۲۰۱۵–۱۶ |
| ۲۰   | ناتینگهام فارست    | ۱         | ۱۹۷۷–۷۸ |
| ۲۰   | ایپسویچ تاون       | ۱         | ۱۹۶۱–۶۲ |
| ۲۰   | وست برومویچ آلبیون | ۱         | ۱۹۱۹–۲۰ |
| ۲۰   | شفیلد یونایتد      | ۱         | ۱۸۹۷–۹۸ |

قهرمانی(های) کسب شده توسط باشگاه (%)

## یادداشت
1. 1 2  فصل را بدون شکست به پایان رساند.
2. 1 2 3 4 5 6 7 8 9 10  همچنین قهرمان جام حذفی فوتبال انگلستان شد.
3. 1 2 3  شفیلد ونزدی تا سال ۱۹۲۹ با نام «ونزدی» شناخته می‌شد.
4. 1 2  همچنین، قهرمان جام یوفا/لیگ اروپا شد.
5. 1 2 3  همچنین، قهرمان جام باشگاه‌های اروپا/لیگ قهرمانان اروپا شد.
6. 1 2 3 4 5 6 7 8 9 10  همچنین، قهرمان جام لیگ/جام اتحادیه شد.
7. ↑  از فصل ۱۹۸۱-۱۹۸۲ به بعد، برای هر برد سه امتیاز در نظر گرفته شد. پیش از این، هر برد دو امتیاز داشت.
8. ↑  همچنین، قهرمان جام برندگان جام اروپا شد.
9. ↑  در سال ۱۹۹۹، منچستر یونایتد سه‌گانه‌ی لیگ برتر، جام حذفی و لیگ قهرمانان اروپا را به دست آورد.
10. ↑  همچنین، قهرمان جام بین قاره‌ای شد.
11. ↑  همچنین قهرمان جام جهانی باشگاه‌ها شد.
12. ↑  در سال ۲۰۱۹، منچستر سیتی سه‌گانه‌ی لیگ برتر، جام حذفی و جام اتحادیه را کسب کرد.
13. ↑  در سال ۲۰۲۳، منچستر سیتی، سه‌گانه‌ی لیگ برتر، جام حذفی و لیگ قهرمانان اروپا را به دست آورد.

### خصوصی
1. ↑  "The History of the Football League". The Football League. Archived from the original on 11 February 2007. Retrieved 15 February 2006.
2. ↑  Inglis 1988, pp. 6–8.
3. ↑  Titford, Roger (November 2005). "Football League, 1888–89". When Saturday Comes. Archived from the original on 29 May 2009. Retrieved 6 June 2009.
4. ↑  Goldblatt, David (2007). The Ball is Round: A Global History of Football. London: Penguin. p. 58. ISBN 978-0-14-101582-8.
5. ↑  Inglis 1988, p. 25.
6. ↑  Dart, Tom (25 May 2009). "Burnley: little town, big traditions". The Times. London. Retrieved 18 January 2025.
7. ↑  "A History of The Premier League". Premier League. Archived from the original on 18 November 2011. Retrieved 7 June 2009.
8. ↑  Harris, Nick (7 February 2009). "£1.78bn: Record Premier League TV deal defies economic slump". The Independent. London. Archived from the original on 28 August 2017. Retrieved 15 June 2009.

### عمومی
- "Past winners". The Football League. Archived from the original on 17 July 2014. Retrieved 29 August 2008.
- "England – List of Champions". Rec.Sport.Soccer Statistics Foundation. Archived from the original on 26 July 2020. Retrieved 11 June 2009.
- "English League Leading Goalscorers". Rec.Sport.Soccer Statistics Foundation. Archived from the original on 16 January 2019. Retrieved 11 June 2009.